# Vuelta a España 2010
Vuelta a España 2010, v pořadí 65. ročník cyklistického etapového závodu, proběhl mezi 28. srpnem a 19. září 2010. Odstartoval úvodní časovkou v Seville a skončil tradičně v Madridu.

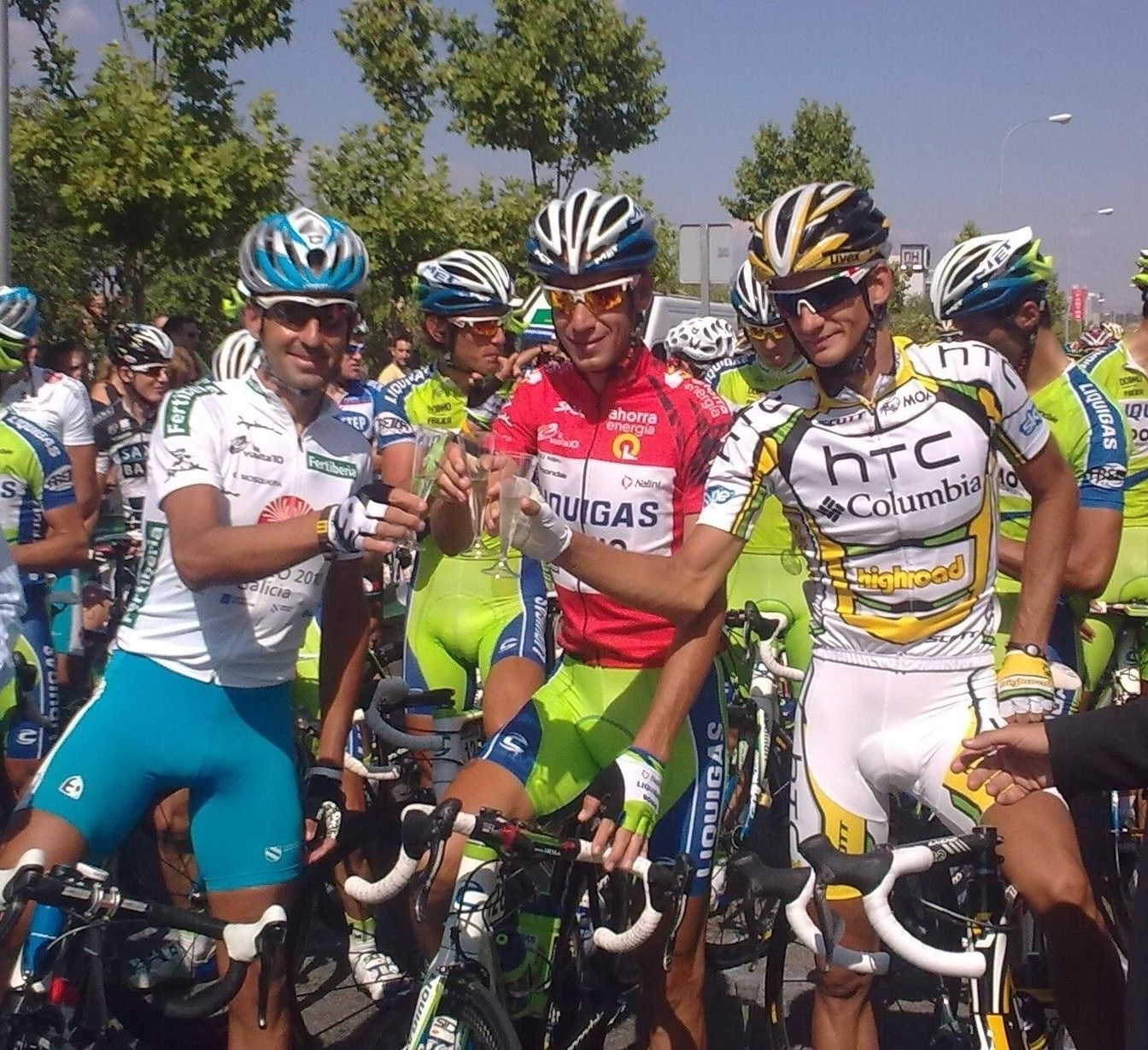
Vincenzo Nibali, Ezequiel Mosquera a Peter Velits na startu 21. etapy

## Seznam etap
| Etapa     | Start / cíl                                  | Vzdálenost | Typ etapy           | Datum     | Vítěz etapy         | Vedoucí jezdec    |
| --------- | -------------------------------------------- | ---------- | ------------------- | --------- | ------------------- | ----------------- |
| 1.        | Sevilla                                      | 13 km      | Časovka družstev    | 28. srpen | Tým Columbia-HTC    | Mark Cavendish    |
| 2.        | Alcalá de Guadaíra – Marbella                | 173 km     | Rovinatá etapa      | 29. srpen | Yauheni Hutarovich  | Mark Cavendish    |
| 3.        | Marbella – Malaga                            | 156 km     | Horská etapa        | 30. srpen | Philippe Gilbert    | Philippe Gilbert  |
| 4.        | Malaga – Jaén                                | 177 km     | Kopcovitá etapa     | 31. srpen | Igor Antón          | Philippe Gilbert  |
| 5.        | Guadix – Lorca                               | 194 km     | Rovinatá etapa      | 1. září   | Tyler Farrar        | Philippe Gilbert  |
| 6.        | Caravaca de la Cruz – Murcia                 | 144 km     | Rovinatá etapa      | 2. září   | Thor Hushovd        | Philippe Gilbert  |
| 7.        | Murcia – Orihuela                            | 170 km     | Rovinatá etapa      | 3. září   | Alessandro Petacchi | Philippe Gilbert  |
| 8.        | Villena – Xorret de Catí                     | 188,8 km   | Horská etapa        | 4. září   | David Moncoutie     | Igor Antón        |
| 9.        | Calp – Alcoi                                 | 187 km     | Kopcovitá etapa     | 5. září   | David López         | Igor Antón        |
| Volný den | Volný den                                    | Volný den  | Volný den           | 6. září   |                     |                   |
| 10.       | Tarragona – Vilanova i la Geltrú             | 173,7 km   | Kopcovitá etapa     | 7. září   | Imanol Erviti       | Joaquim Rodríguez |
| 11.       | Vilanova i la Geltrú – Vallnord (Andorra)    | 208 km     | Horská etapa        | 8. září   | Igor Antón          | Igor Antón        |
| 12.       | Andorra la Vella – Lleida                    | 175 km     | Rovinatá etapa      | 9. září   | Mark Cavendish      | Igor Antón        |
| 13.       | Rincón de Soto – Burgos                      | 193,7 km   | Rovinatá etapa      | 10. září  | Mark Cavendish      | Igor Antón        |
| 14.       | Burgos – Peña Cabarga                        | 178,8 km   | Horská etapa        | 11. září  | Joaquim Rodríguez   | Vincenzo Nibali   |
| 15.       | Solares – Lagos de Covadonga                 | 170 km     | Horská etapa        | 12. září  | Carlos Barredo      | Vincenzo Nibali   |
| 16.       | Gijón – Alto de Cotobello                    | 179,3 km   | Horská etapa        | 13. září  | Mikel Nieve         | Joaquim Rodríguez |
| Volný den | Volný den                                    | Volný den  | Volný den           | 14. září  |                     |                   |
| 17.       | Peñafiel                                     | 46 km      | Časovka jednotlivci | 15. září  | Peter Velits        | Vincenzo Nibali   |
| 18.       | Valladolid – Salamanca                       | 153 km     | Rovinatá etapa      | 16. září  | Mark Cavendish      | Vincenzo Nibali   |
| 19.       | Piedrahíta – Toledo                          | 200 km     | Rovinatá etapa      | 17. září  | Philippe Gilbert    | Vincenzo Nibali   |
| 20.       | San Martín de Valdeiglesias – Bola del Mundo | 168,8 km   | Horská etapa        | 18. září  | Ezequiel Mosquera   | Vincenzo Nibali   |
| 21.       | San Sebastián de los Reyes – Madrid          | 100 km     | Rovinatá etapa      | 19. září  | Tyler Farrar        | Vincenzo Nibali   |